# 慕容宣昌
慕容宣昌（681年—706年），字煞鬼，唐朝吐谷浑人。慕容忠之子。诺曷钵和弘化公主之孙。
慕容宣昌於唐高宗开耀元年（681年）出生，封政乐王，唐中宗神龙二年（706年）正月，唐朝还都长安，慕容宣昌入朝到长安参见唐中宗，染病在京师去世。九月十五，葬於凉州神鸟县天梯山野城里阳晖谷之原。